# Рийстафель
Рийста́фель, иногда рейста́фель или ряйста́фель (нидерл. rijsttafel, буквально — «рисовый стол») — комплексный обед, традиционный для индонезийской кухни колониального периода. Предполагает одновременную подачу большого количества блюд, которые обычно расставляются вокруг внушительной порции риса, занимающей середину стола.
Практика рийстафеля сложилась в эпоху нидерландского владычества в Индонезии в среде колонизаторов и сочетает элементы различных этнических кухонь. Она получила достаточно широкое распространение в самих Нидерландах, а также в других нидерландских владениях, где сохранилась и в постколониальный период. В современной Индонезии рийстафель значительной популярностью не пользуется.

## Происхождение и особенности
Практика рийстафеля сложилась на территории современной Индонезии и тесно связана с индонезийской кухней, однако она не является собственно индонезийской кулинарной традицией. Подобный обычай подачи блюд был введён в обиход голландцами, колонизировавшими территорию этой страны в XVI — XX веках.
Соответствующая подача еды распространилась в среде колонизаторов, очевидно, не ранее середины XIX века — после того, как ими были достаточно хорошо освоены западные и центральные районы острова Суматра, населённые народностью минангкабау. Именно национальной кухне минангкабау, более известной как падангская кухня, принадлежит традиция одновременной сервировки всех предназначенных для трапезы блюд, которая была взята за образец нидерландскими колонизаторами в качестве основы для рийстафеля. Непосредственными прототипами рийстафеля послужили праздничные падангские трапезы, предполагающие сервировку множества разнообразных угощений вокруг большой порции риса: наси-паданг и наси-капау.
При этом рийстафель с самого начала существенно отличался от традиционной падангской трапезы — прежде всего тем, что в нём  подаются блюда не только падангской, но и многих других региональных кухонь Индонезии. В классическом рийстафеле бо́льшая часть кушаний обычно относится к яванской кухне, что обусловлено центральной ролью Явы в рамках Нидерландской Ост-Индии — именно на этом густонаселённом острове находился административный центр колонии Батавия (будущая столица Индонезии Джакарта) и проживало большинство нидерландских колонизаторов. Особенно распространёнными компонентами рийстафеля были в тот период и по сей день остаются такие яванские специалитеты, как миниатюрные шашлычки сате, семур — мясо или другие продукты, тушёные в соевом соусе, овощная смесь гадо-гадо, креветочные чипсы крупук и лу́мпия — яванский вариант яичного рулета.
Из других региональных кулинарных специалитетов в рийстафеле нередко присутствуют палембангские пемпеки и минахасская рича-рича. Также в классический вариант подобного комплексного обеда обычно входят блюда кухни перанаканов — особой этнической группы индонезийских китайцев, в значительной степени ассимилировавшейся с коренным местным населением. Перанаканскую кухню обычно представляют блюда из свинины, не свойственные кухням большинства коренных народов Индонезии, исповедующих ислам — в частности, той же падангской кухне. Кроме того, вполне характерны для рийстафеля и блюда, перенятые из европейских кухонь, например, перкедел — биточки из различных видов фарша, индонезийский вариант европейских фрикаделек, а также жареный ломтиками картофель.
Неотъемлемым элементом трапезы является варёный рис: отсюда и происходит голландское название рийстафель — «рисовый стол». Подача риса также отражает эклектичный характер рийстафеля: он обычно подаётся в большом блюде, устанавливаемом в центре стола — по образцу падангской кухни, однако при этом чаще всего бывает сформован как яванский тумпенг, то есть в виде плотной конической пирамидки. Иногда рис подается на европейский манер — накладываться в тарелки каждого из сидящих за столом.
Кроме того, рийстафель отличается от традиционной трапезы любого индонезийского народа значительно бо́льшим изобилием и многообразием кушаний. Рийстафель, накрывавшийся для обеспеченной семьи нидерландских колонизаторов, вполне мог включать в себя несколько десятков блюд. Имеются сведения и о рийстафелях, ассортимент которых приближался к двум сотням кулинарных наименований — столь масштабные банкеты, разумеется, не были приняты на повседневной основе и требовали особого материального достатка и внушительного штата туземной прислуги.

## Распространение
К концу нидерландского владычества в Индонезии рийстафель прочно вошёл в обиход весьма многочисленного голландского населения колонии, а также некоторой части национальной индонезийской элиты, тесно контактировавшей с колонизаторами и перенимавшей многие из их бытовых норм и обычаев. Он стал важнейшим элементом сложившейся в этой среде особой кухни, сочетавшей как индонезийские, так и европейские элементы. Эта кухня, называвшаяся среди голландцев «ост-индской» или «индийской» (ост-индские владения нередко назывались голландцами просто «Индией»), получила значительное распространение в самих Нидерландах и сохранилась там даже после обретения Индонезией независимости. Более того, вместе со многими прочими традициями ост-индской кухни рийстафель был привнесён в другие нидерландские колонии, в частности, Суринам и ряд островов Вест-Индии.
В современных Нидерландах рийстафель остается одной из отличительных черт ост-индской кухни. Такая подача блюд широко практикуется в многочисленных индонезийских ресторанах этой страны, а также в некоторых семьях, сохраняющих колониальные  традиции, в том числе имеющих смешанное голландско-индонезийское происхождение. В ресторанной практике подача рийстафеля рассчитана, как правило, на нескольких посетителей. Иногда она претерпевает определенные изменения по сравнению с исторической нормой: традиционные блюда сервируются не непосредственно за обеденным столом, а в стороне, наподобие шведского стола, с которого угощаются участники трапезы.
Сохраняется традиция рийстафеля, хотя и в меньшей степени, в бывших и нынешних колониальных владениях Нидерландов. Кроме того, благодаря своей популярности в Нидерландах рийстафель получил некоторое распространение и в других странах — преимущественно в ресторанной кухне. Примечательно, что весьма часто он воспринимается как исконная традиция индонезийской кухни.
Что касается современной Индонезии, то практика сервировки рийстафеля распространена там весьма незначительно. Это связано как с социально-экономическими обстоятельствами, делающими столь обильное и разнообразное угощение недоступным для большинства жителей страны, так и с историческим фактором: в глазах многих индонезийцев рийстафель является колониальным пережитком. В результате практика такой подачи кушаний ограничена в основном ресторанами национальной кухни достаточно высокого уровня, ориентированных в значительной степени на западных туристов. Кроме того, рийстафель введен в меню международных рейсов индонезийской государственной авиакомпании «Гаруда Индонесия» как опция для пассажиров бизнес-класса.